# Дейнека
Дейнека — украинский казак XVII века, вооруженный дубинкой или палицей, а также фамилия украинского происхождения.

## Казаки
В Запорожском казачьем войске дейнека (от тур. değnek — «палка, дубинка») — нарицательное название казаков, а также неказачьего населения, воюющих на стороне (или в составе) казачьего войска, вооруженных подручными средствами, такими как дубинками, рогатинами, палицами, палками.
Известен ряд восстаний, название которых произошло от подобного преобладающего социального состава и вооружения их участников:
- Восстание дейнеков (укр. Повста́ння дейне́ків), 1657—1658, когда на территории Полтавского казачьего полка из дейнеков был сформирован целый полк под командой полковника Ивана Донца;
- Восстания гайдамаков, которых также часто называли дейнеками.

## Фамилия
Фамилия украинского происхождения с вышеописанной этимологией.
Подобное же происхождение имеют и фамилии Дайнека, Дайнега, Дайнего, Дайнеко, Дейнеко, Дейнега, а также русифицированные формы Дейнекин и, возможно, Деникин.

## Населенные пункты
Имеются также населенные пункты с названиями, произошедшими от слова дейнека:
- Дейнекин:[править]  -  Дейнекин — хутор, Неклиновский район, Ростовская область
  -  Дейнекин — хутор, Благодарненский район, Ставропольский край
- Дейнековка (укр. Дейнеківка) — село, Нелюбовский сельский совет, Диканьский район, Полтавская область, Украина.